# L'Arbresle
L'Arbresle es una comuna francesa situada en el departamento del Ródano, de la región de Auvernia-Ródano-Alpes. Es la cabecera (bureau centralisateur en francés) y mayor población del cantón de su nombre y el sede de la comunidad de comunas Pays de L'Arbresle.

## Demografía
| 3 818 | 3 966 | 4 038 | 4 784 | 5 199 | 5 777 | 6 271 |
| Para los censos de 1962 a 1999 la población legal corresponde a la población sin duplicidades (Fuente: INSEE [Consultar]) |       |       |       |       |       |       |